# Autostrada A10
La Autostrada A10, conocida también como Autostrada dei Fiori o AutoFiori, es una autopista italiana que discurre completamente por territorio ligur, conectando las ciudades de Génova y Ventimiglia (muy cerca de la frontera con Francia). Tiene una longitud de 158,7 km. 
Está administrada por dos empresas concesionarias distintas: el tramo de Génova a Savona corre a cargo de la empresa Autostrade per l'Italia S.p.A., y de Savona a la frontera con Francia, a la empresa Autostrada dei Fiori S.p.A.
La obra más importante del trazado se encontraba en el puente sobre el torrente Polcevera. Diseñado por el arquitecto Riccardo Morandi, fue inaugurado en 1967 después de 4 años de trabajos ininterrumpidos. Tenía una longitud de 1.182 metros, una altura de 45 metros y 3 tirantes de hormigón armado que alcanzaban los 90 metros. 

Trazado de la A10.

Gran parte del trazado está construido en pendiente, con la consiguiente sucesión de túneles y viaductos. Por ello, el peaje de la autopista resulta ser el más caro de Italia.
Entre Génova y Savona la autopista ha sido ampliada a 3 carriles hace poco. Esta ampliación ha determinado la clausura del carril de emergencia y una reducción de todos los carriles a una anchura inferior a los 3,50 m que prevé el Código de Circulación italiano. Ello ha determinado una reducción de la velocidad máxima permitida a 80 km/h por casi todo el tramo entre Albissola y Voltri.
La calzada en dirección a Ventimiglia es totalmente nueva, mientras que la que va en dirección a Génova es el tramo por el que discurría la antigua carretera, así que sólo se ha tenido que construir de cero un plano. El carril que deriva de la antigua carretera, en dirección a Génova, es sensiblemente más tortuoso que el otro.
Más allá de la frontera francesa, la autopista se conecta sin discontinuidad en la red de autopistas francesa por la autopista A8. En territorio italiano, interseca la A6 en dirección Turín, la A7 en dirección a Milán, la A26 hacia la llanura padana, Suiza y todas las principales ciudades del norte, y la A12 hacia La Spezia y la costa tirrena.